# Pediocactus
Genre
Classification phylogénétique
Pediocactus est un genre qui regroupe plusieurs espèces de cactus, plantes de la  famille des Cactaceae.

## Description
Les espèces du genre Pediocactus sont composées d'une tige verte (vert foncé ou vert bleuâtre selon les espèces), quasi hémisphérique, de taille variable (1 à 20 cm de haut ; 1 à 15 cm de diamètre). 
Ces cactus sont épineux mais le nombre, la couleur et l'orientation des épines varient en fonction des espèces ; elles peuvent être droites ou incurvées, lisses ou rugueuses. Il y a en général de 0 à 10 épines centrales grises à blanc pâle de 5 à 32 mm de long et de 3 à 35 épines radiales rougeâtres à blanchâtres, de 1 à 21 mm de long. 
Les fleurs (solitaires ou multiples selon les espèces) sont situées à proximité de l'apex, leur couleur va du blanc ou jaune au rose ou magenta. Elles sont campanulées, et mesurent de 10 à 25 mm de diamètre. 
Le fruit est sphérique ou ovoïde ou en forme de court cylindrique ; sa couleur peut-être rose clair, vert ou jaune verdâtre. Sa déhiscence est verticale. La graine est sphérique ou ovoïde, de couleur brun sombre.

## Répartition et habitat
On trouve les membres de ce genre dans tout l'Ouest des États-Unis, du sud (Arizona, New Mexico) au centre (Colorado, Utah, Nevada, Oregon, Idaho, Wyoming) et même jusqu’au nord dans l’État de Washington et du Montana.

## Liste d'espèces
- Pediocactus bradyi L.D.Benson
- Pediocactus despainii S.L.Welsh & Goodrich
- Pediocactus hermannii
- Pediocactus knowltonii  L.D.Benson
- Pediocactus paradinei B.W.Benson
- Pediocactus peeblesianus (Croizat) L.D.Benson 
  - Pediocactus peeblesianus subsp. fickeiseniae (Backeb. ex Hochstätter) Luthy
  - Pediocactus peeblesianus subsp. peeblesianus
- Pediocactus sileri (Engelm. ex J.M.Coult.) L.D.Benson
- Pediocactus simpsonii (Engelm.) Britton & Rose
- Pediocactus winkleri K.D.Heil

## Synonymes
- Navajoa Croizat
- Pilocanthus B.W.Benson & Backeb.
- Utahia Britton & Rose